# Явірник (хребет)
Явірн́ик — гірський хребет у Горганах (Українські Карпати).

## Загальні відомості
Розташований у межах Надвірнянського району Івано-Франківської області. Висота — до 1467 м. Складається переважно з пісковиків, які утворюють на південно-західних схилах і в пригребеневій частині кам'яні розсипища і круту урвисту стінку, завдовжки 2,5 км. Крутизна південно-західних схилів 20—30°, північно-східних — 30—40° і більше. Крутіші південно-західні схили розчленовані ущелиноподібними долинами. Домінують ялицево-ялинові ліси, є осередки сосни. Південно-східна і середня частина хребта лежить на території Карпатського національного природного парку.
Південно-східна частина Явірника виходить до долини Пруту. З півдня протікає річка Женець (ліва притока Пруту), на якій розташований Женецький водоспад. На північно-східних схилах бере початок струмок Явірник, лівий доплив Пруту. На південно-східних схилах хребта беруть початок  потоки Явірник, Норецький та Лябіна —  ліві допливи Пруту.
Складається з таких вершин: Явірник-Горган (1467 м), Горган Явірницький (1431,6), Женець (1414,2), Згар (1363), Буковець (1223,9), Круглоявірник (1221,6). Та низки полонин: Явірник, Прутинок, Явір, Катерина, Буковець, Береза тощо.
Найближчі населені пункти: м. Яремче (на півночі), с. Микуличин (на сході), с. Татарів (на південному сході). Хребет Явірник є популярним у пішохідних маршрутах вихідного дня. Походи, як правило, здійснюються через полонину Явірник на гору Горган Явірницький. У цілому хребет від початку і до кінця не являє особливої туристичної цікавості через свою відносно малу висоту та складність проходу через жереп та кам'яні осипища. З Яремчі через полонину Явірник пролягають туристичні маршрути в напрямку Женця та далі на Хом'як—хребет Синяк. За часом підйом на Явірник з Яремча займає від 2,5 до 4 годин (залежно від ваги вантажу).
З вершин Явірника видно гори Довбушанку, Синяк, Хом'як (на заході та півдні), а також чимало гір Покутсько-Буковинських Карпат (на сході).

## Галерея

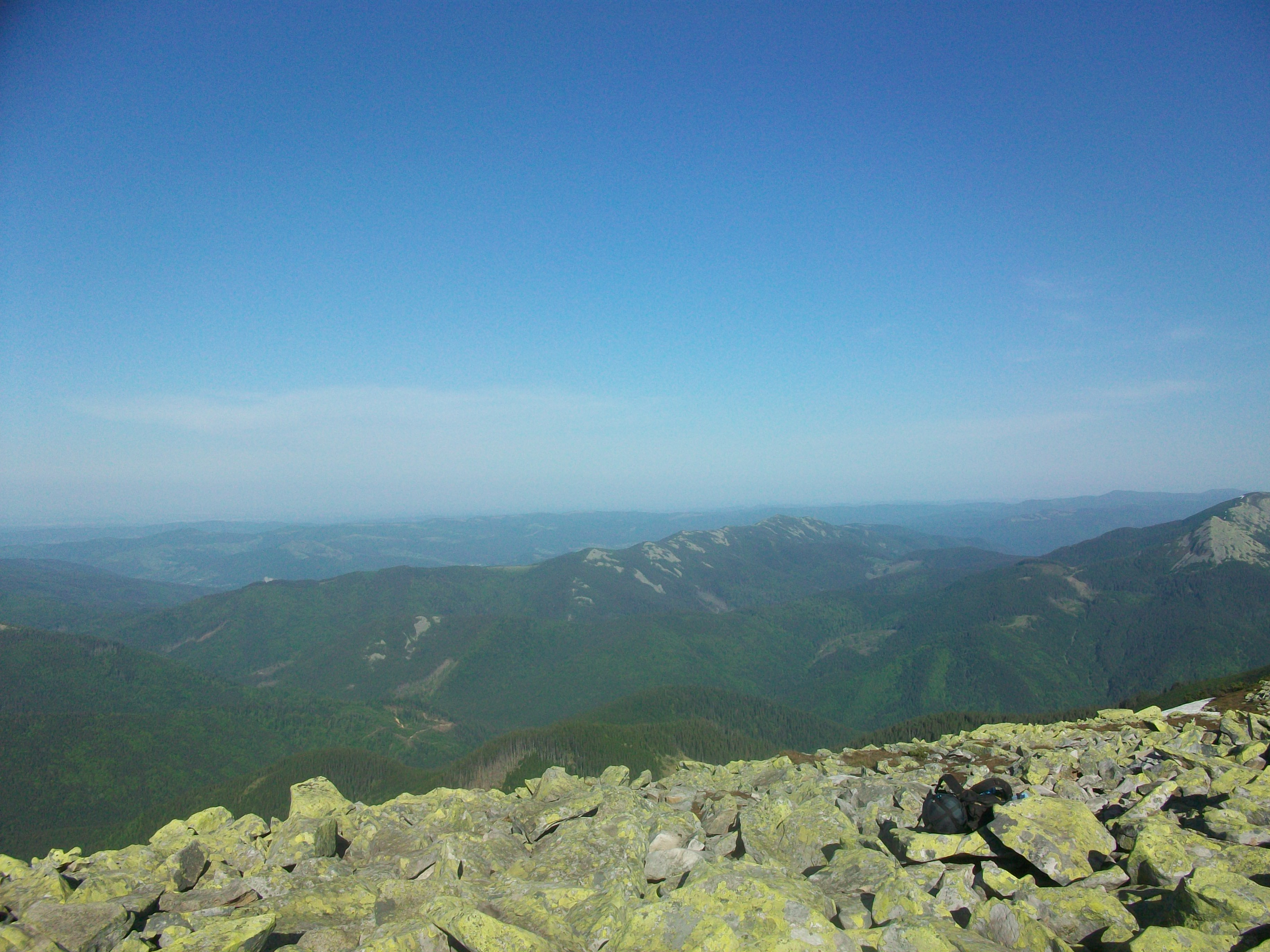
Вигляд на Явірник (по центру) із Довбушанки
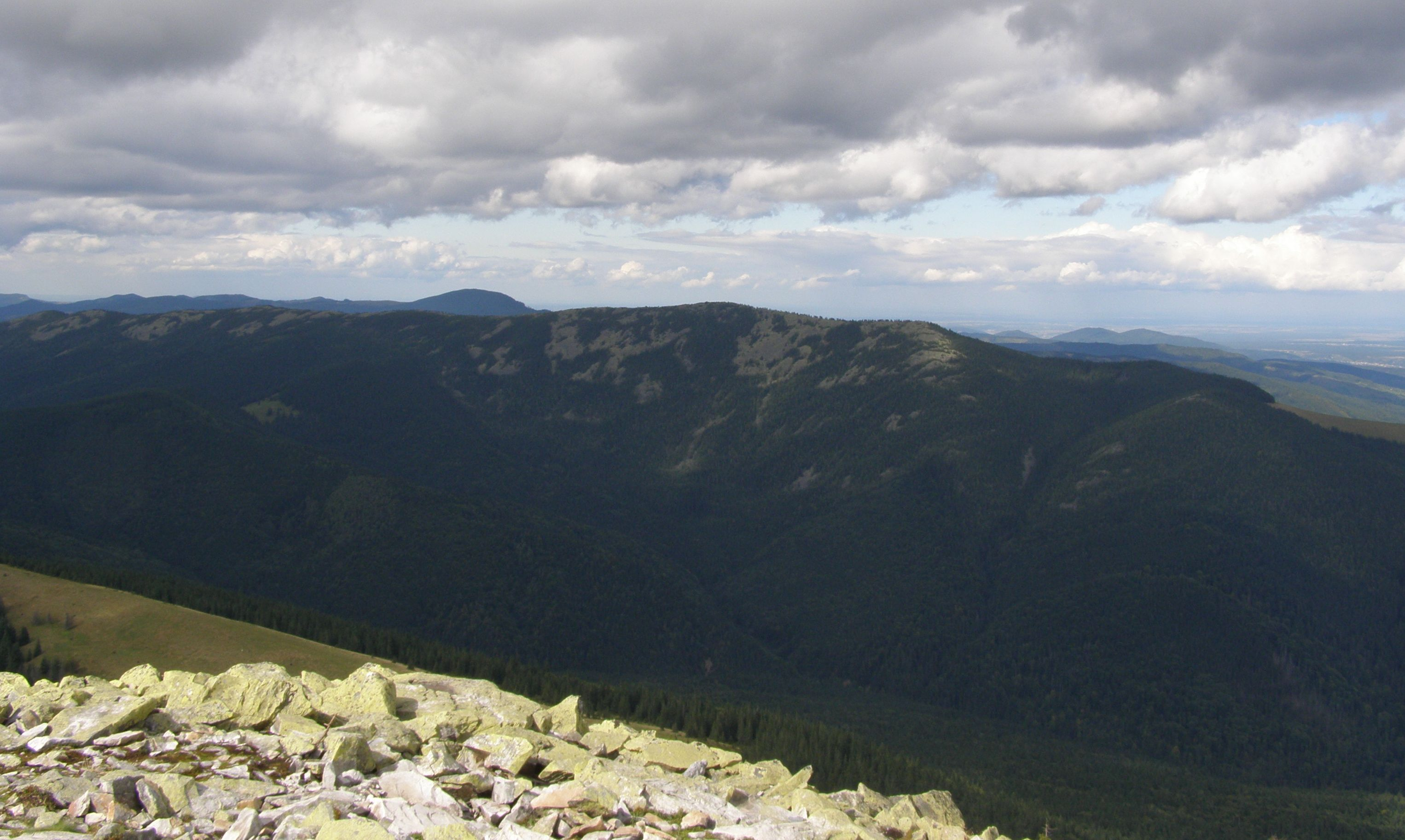
Вигляд на Явірник з гори Хом'як
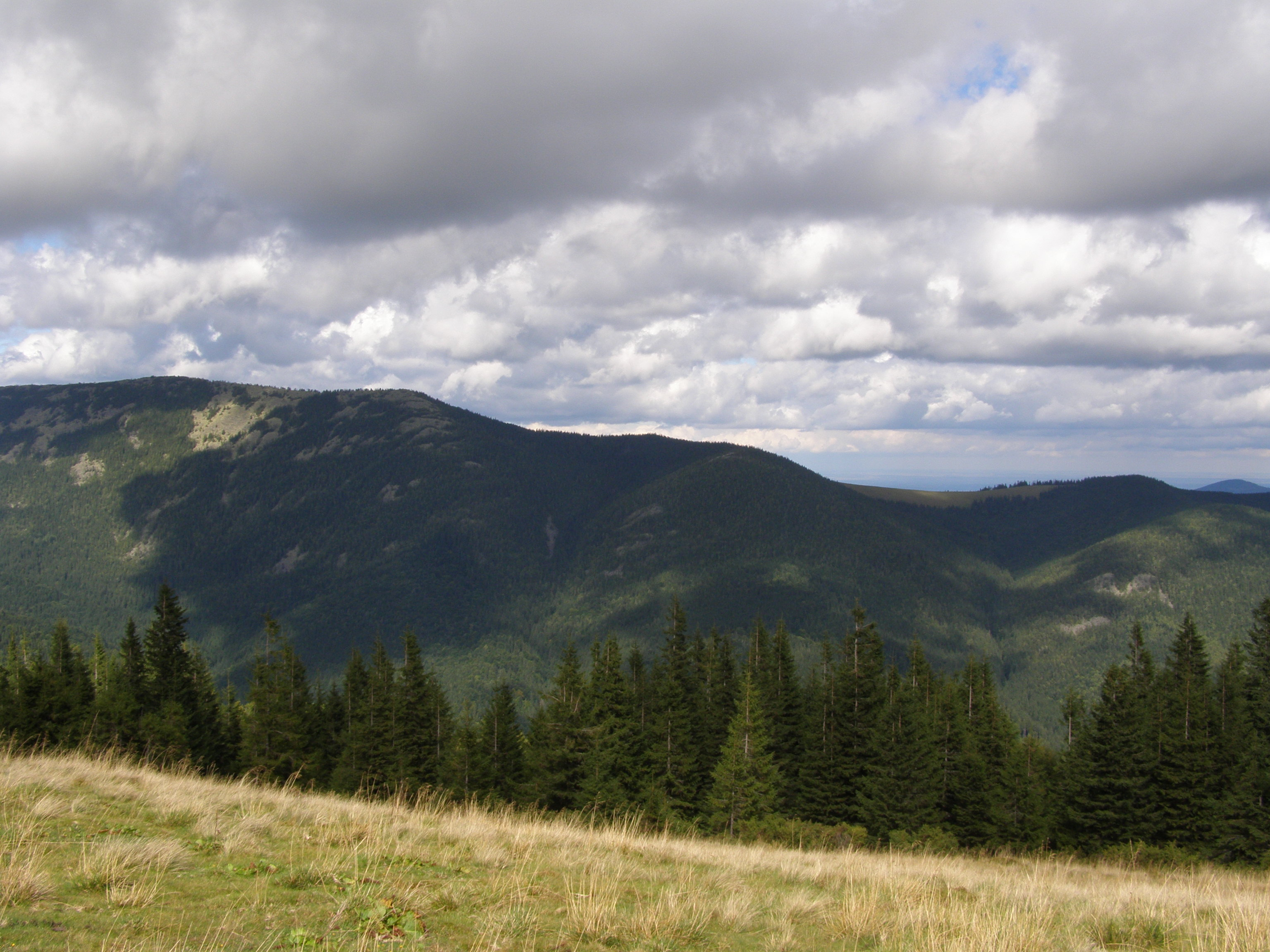
Південно-східна частина хребта
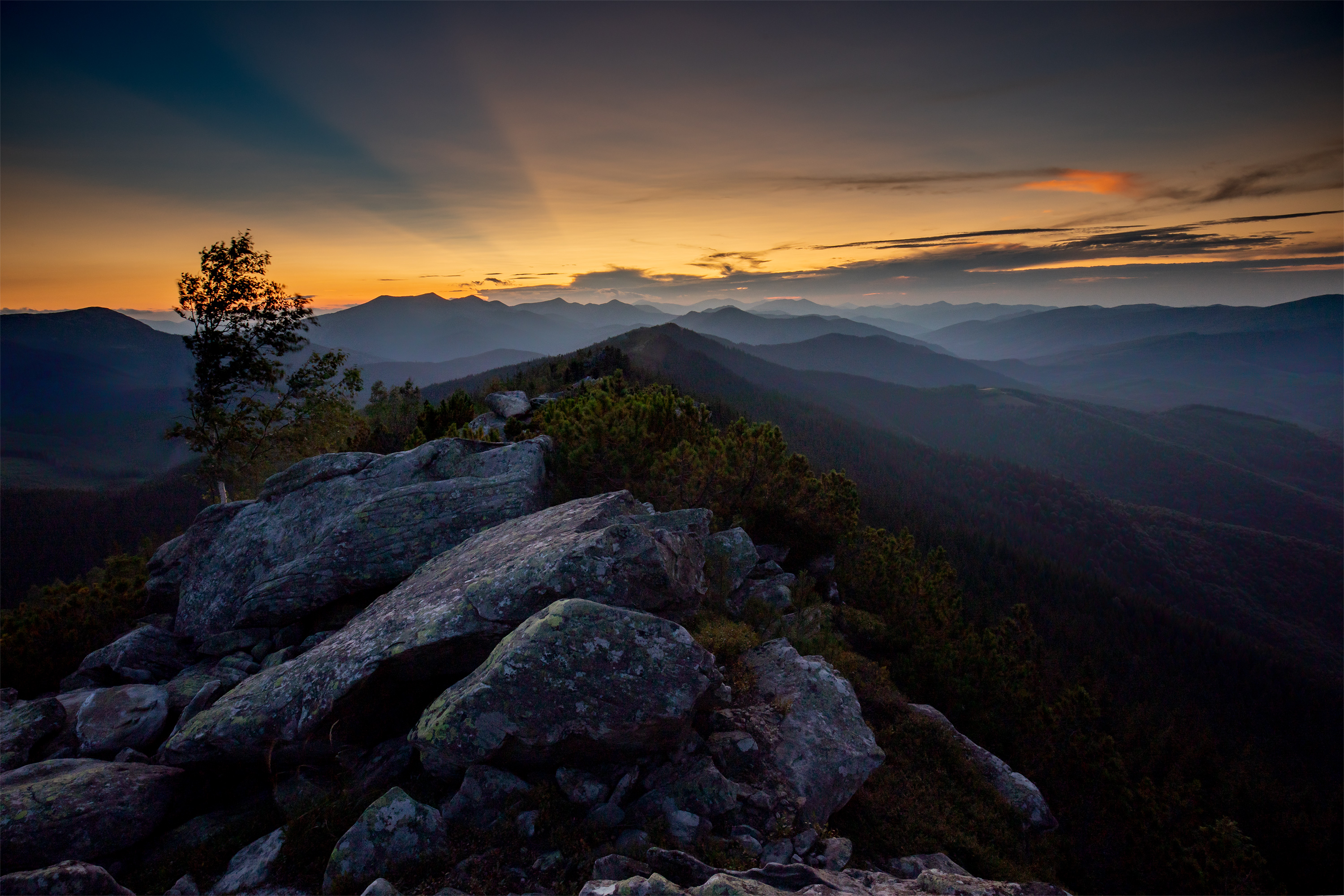
На хребті
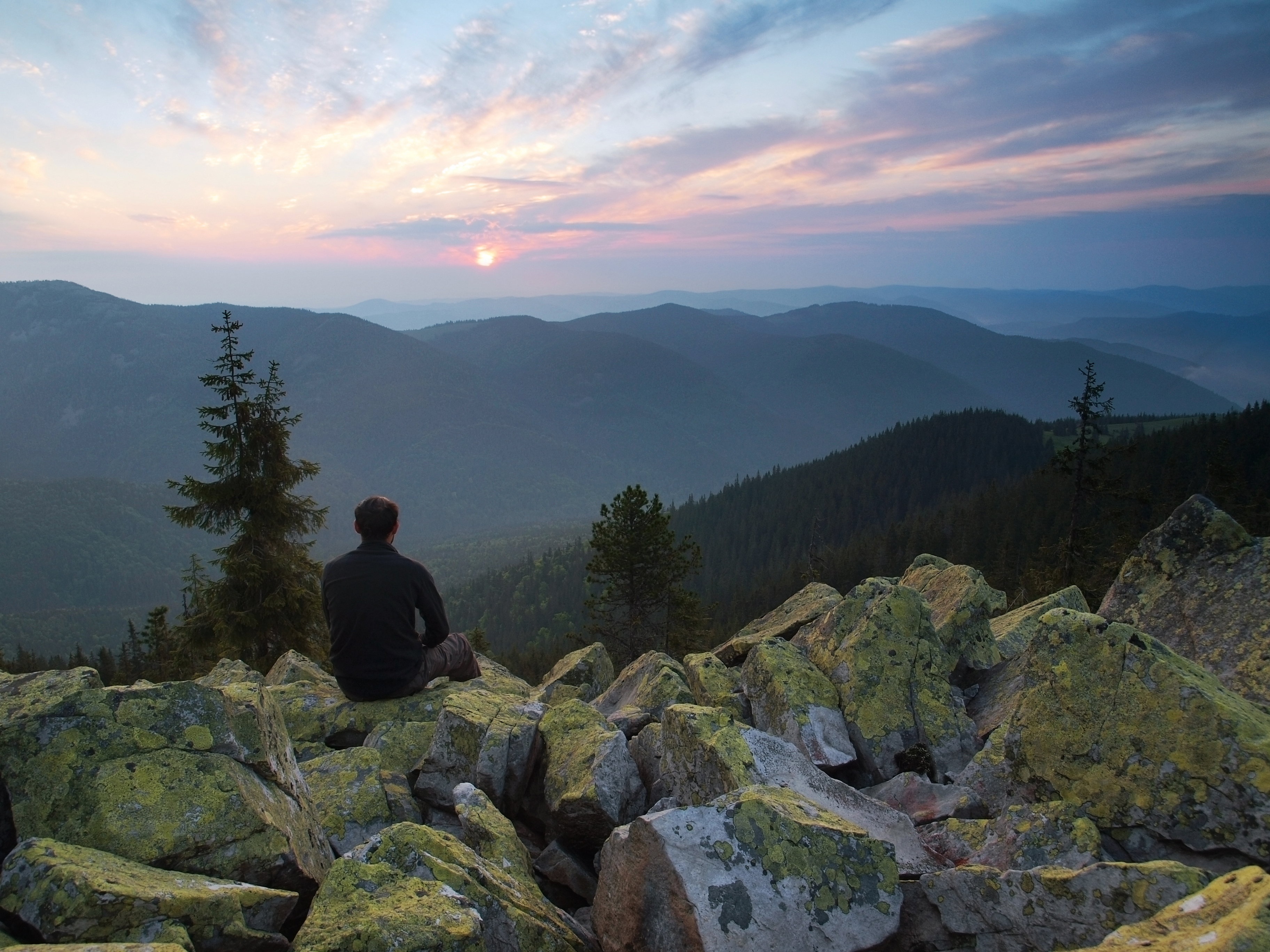
Вид на хребет Явірник зі схилів гори Синяк
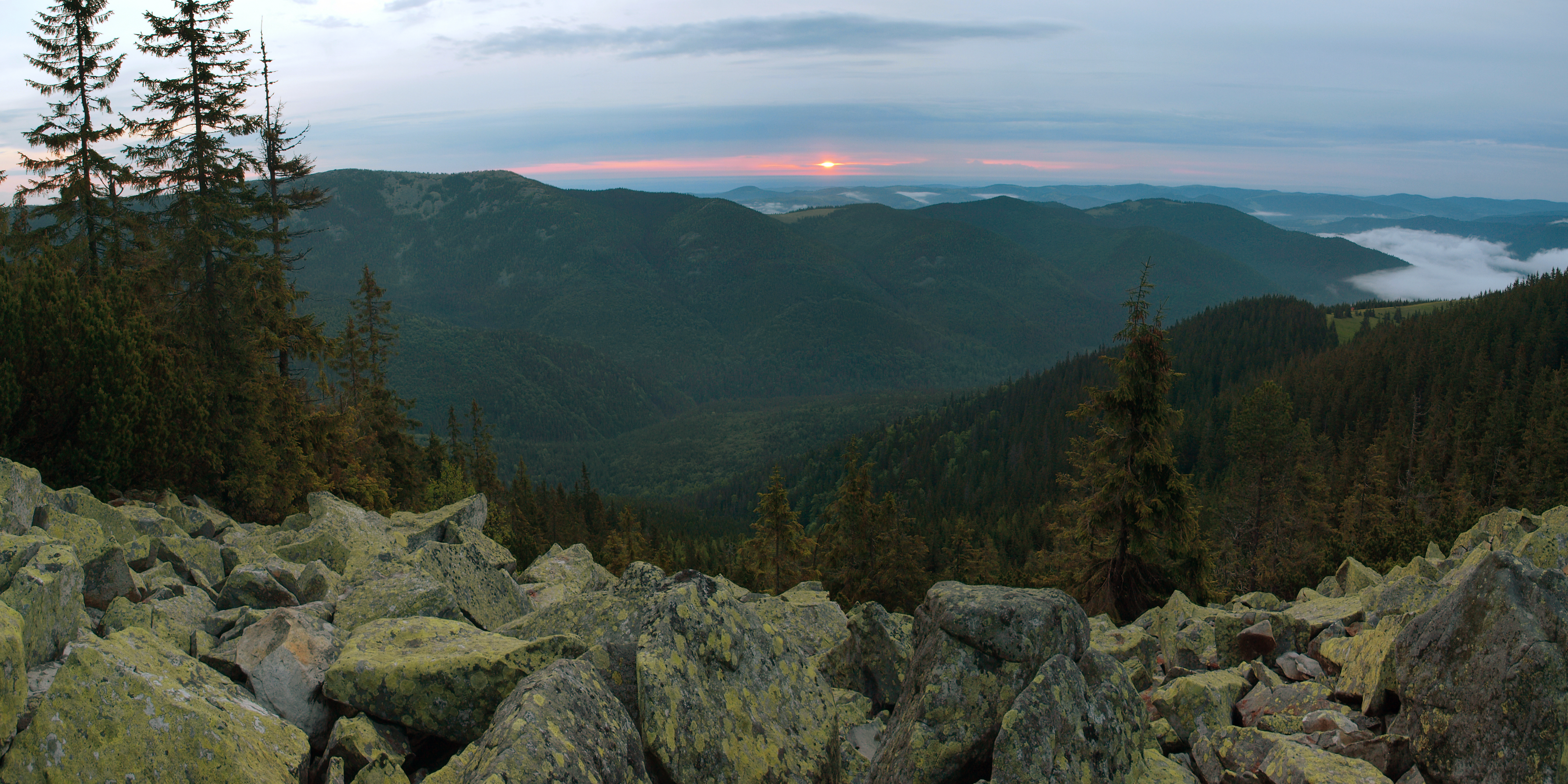
Вид на Явірник із Синяка